# Onychobaris
Onychobaris är ett släkte av skalbaggar. Onychobaris ingår i familjen vivlar.

## Dottertaxa tillOnychobaris, i alfabetisk ordning[1]
- Onychobaris alutacea
- Onychobaris amazonica
- Onychobaris ambigua
- Onychobaris arguta
- Onychobaris armipes
- Onychobaris audax
- Onychobaris austera
- Onychobaris cernua
- Onychobaris chihuahuae
- Onychobaris corrosa
- Onychobaris cribrata
- Onychobaris densa
- Onychobaris dentitibia
- Onychobaris depressa
- Onychobaris diluta
- Onychobaris distans
- Onychobaris egena
- Onychobaris fulvescens
- Onychobaris illex
- Onychobaris implicata
- Onychobaris insidiosa
- Onychobaris liberta
- Onychobaris mansueta
- Onychobaris mentorea
- Onychobaris metuens
- Onychobaris millepora
- Onychobaris molesta
- Onychobaris mystica
- Onychobaris nicaraguensis
- Onychobaris oblita
- Onychobaris pauperella
- Onychobaris pectorosa
- Onychobaris perita
- Onychobaris perversa
- Onychobaris pollens
- Onychobaris porcata
- Onychobaris punctatissima
- Onychobaris remota
- Onychobaris rufa
- Onychobaris rugicollis
- Onychobaris senecta
- Onychobaris seriata
- Onychobaris stictica
- Onychobaris subtonsa
- Onychobaris veterator